# Dairsie
Dairsie (gälisch: Darfhasaidh), ehemals Dairsiemuir oder Osnaburgh genannt, ist eine Siedlung in der schottischen Council Area Fife. Sie ist etwa acht Kilometer westlich von St Andrews und zehn Kilometer südlich von Dundee gelegen. Im Jahre 2001 verzeichnete Dairsie 367 Einwohner.
Im 18. und 19. Jahrhundert war die ansässige Textilindustrie ein bedeutender Faktor für die Entwicklung der Ortschaft. Die einstige Ortsbezeichnung Osnaburgh leitet sich von dem Textilgewebe Osnaburg ab, einem groben Leinenstoff, dessen Bezeichnung von der Stadt Osnabrück herrührt, der einst in Dairsie produziert wurde. Auch der Bau der Straße durch Dairsie trug zur Besiedlung bei.
Der Fluss Eden tangiert Dairsie im Süden, wo ihn eine dreibogige, um das Jahr 1530 errichtete Steinbrücke überspannt. In der Nähe des Eden befindet sich das im 16. Jahrhundert erbaute Dairsie Castle, das einst den Bischöfen und Erzbischöfen von St Andrews gehörte. Durch die A91 ist Dairsie an das Straßennetz angeschlossen.

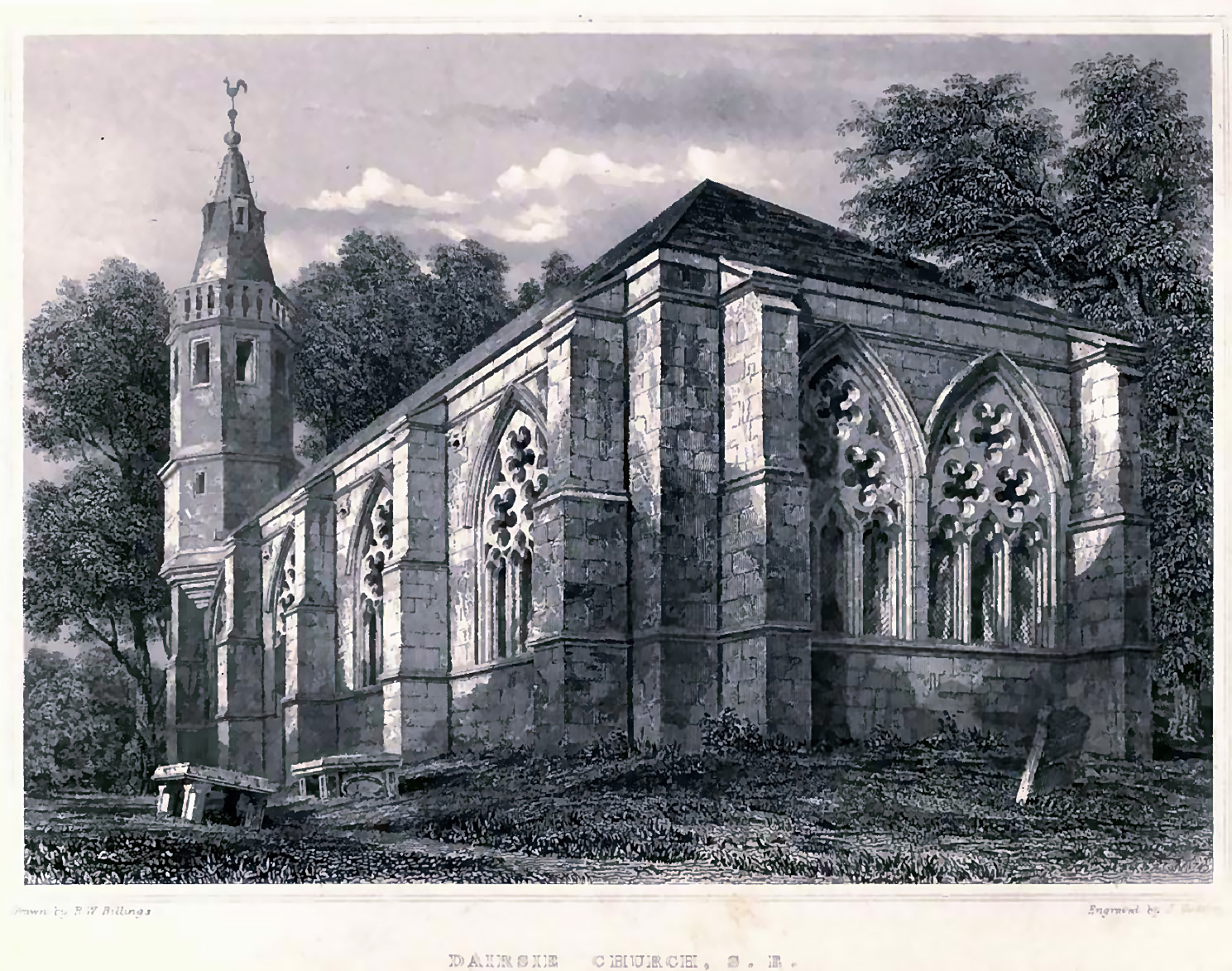
Kirche von Dairsie
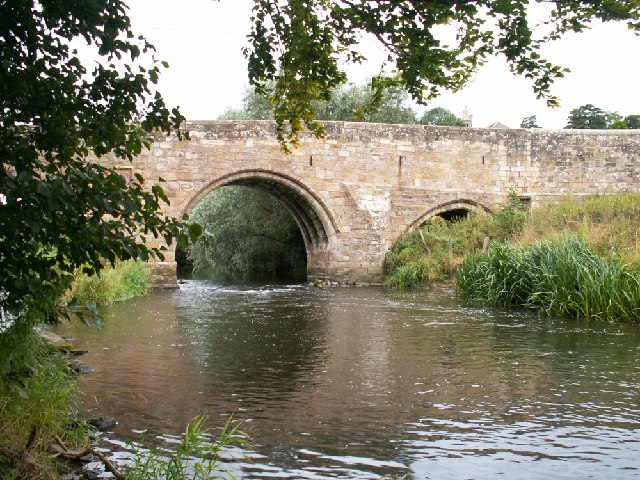
Brücke über den Eden direkt südlich von Dairsie
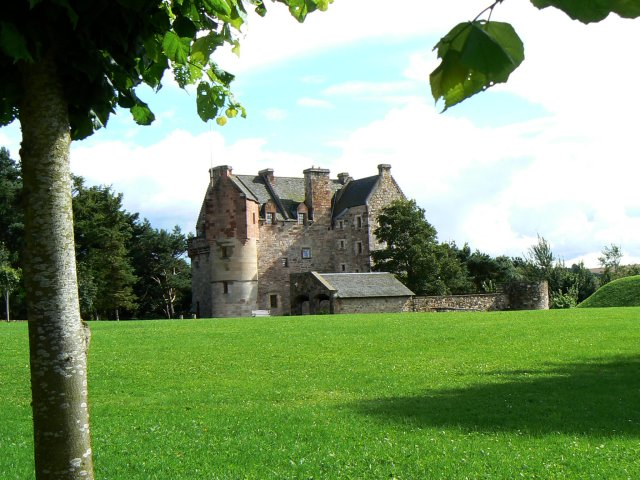
Dairsie Castle